# Olga Brunner
Olga Brunner (Trieste, 23 dicembre 1885 – Venezia, 7 agosto 1961) è stata una mecenate italiana.
Importante figura della borghesia veneziana, si dedicò con grande passione alla musica e istituì per testamento la Fondazione Ugo e Olga Levi.

## Biografia
Olga Brunner nasce a Trieste il 23 dicembre 1885 da una ricca famiglia ebraica di industriali e banchieri triestini. Studia privatamente secondo le disposizioni del regime austriaco che prevedevano otto anni di istruzione per le donne: approfondisce la sua preparazione con lo studio del disegno della pittura e della musica e parla tedesco, italiano, francese e inglese.
Incontra Ugo Levi durante un viaggio turistico a Venezia e lo sposa il giorno 8 dicembre 1912. Olga Brunner e Ugo Levi vivono a palazzo palazzo Giustinian Lolin sul Canal Grande dove organizzano incontri culturali, concerti e serate alle quali partecipa l’élite culturale delle famiglie dell’alta società.
Frequenta i concerti del liceo musicale Benedetto Marcello, del Teatro Rossini, e del Gran Teatro la Fenice, dove i Levi dispongono di un palco fisso.
Il 30 giugno 1916 Olga incontra Gabriele D’Annunzio. La loro relazione dura circa tre anni e di essa abbiamo traccia in un intenso epistolario conservato al Vittoriale: nelle numerose lettere a lei scritte il poeta la chiama con numerosi appellativi di cui il più famoso è "Venturina", per il colore degli occhi che ricorda le "avventurine", particolari vetri di Murano. Olga sceglie comunque di restare sempre al fianco del marito Ugo Levi a cui era intimamente legata per visione del mondo, passione per la musica e amore per l’arte e la bellezza.
Dopo la sua morte, 7 agosto 1961, Ugo Levi istituisce la Fondazione Ugo e Olga Levi onlus in ricordo della comune passione per gli studi musicali.